# Merano rugby asd
Template:Voce sportiva
Merano Rugby Associazione Sportiva Dilettantistica (Merano Rugby ASD) è un club di rugby a 15 con sede a Merano (BZ), attivo nella promozione dello sport come strumento educativo, inclusivo e di crescita personale.

## Storia e missione
Il club è stato fondato da Manuel Dallan, ex nazionale e pluricampione italiano, con l’obiettivo di diffondere i valori del rugby in un contesto inclusivo, aperto a tutte le età e abilità.

## Attività
Merano Rugby ASD promuove principalmente attività giovanili e formative:
- Programmi di allenamento rivolti a bambini e bambine dai 4 ai 12 anni;[3]
- Rugby integrato, un progetto inclusivo che coinvolge atleti normotipici e atleti con disabilità o disturbi dello spettro autistico;[4]
- Tornei e raggruppamenti contro squadre locali, regionali ed extra-regione;[5]
- Eventi per la comunità con finalità sociali e aggregative.

## Organizzazione
- Presidente: Danilo Dicesare
- Vicepresidente: Marco Iselle
- Direttore tecnico: Manuel Dallan
- Allenatori settore giovanile: Manila Gabrieli, Simon Ortwein, Fabio Ciarpi, Robert Lorenzetti
- Allenatori rugby integrato: Manila Gabrieli, Danilo Dicesare

## Impatto sociale
Il club si distingue per l’attenzione al ruolo sociale dello sport, in particolare tramite il progetto di rugby integrato, che favorisce la partecipazione congiunta di atleti con e senza disabilità.  
Collabora con scuole, famiglie e associazioni del territorio per rafforzare il legame tra sport e comunità, promuovendo valori come collaborazione, rispetto ed equità.

## Sponsor e collaborazioni
Tra i partner e sponsor principali figurano:
- Alperia, azienda energetica dell’Alto Adige;
- Banca per il Trentino Alto Adige.[6]

Il club collabora inoltre con enti sportivi e culturali locali per diffondere la pratica del rugby e sostenere iniziative educative.

## Sede
Il club ha sede a Sinigo, in via Nazionale 58, Merano (BZ).  
Gli allenamenti si tengono nei seguenti orari:
- Lunedì: rugby integrato (17:30–19:00)
- Mercoledì: 17:30–19:00
- Sabato: 10:00–12:00